# Charles Scott Sherrington
Charles Scott Sherrington (Londres, Anglaterra, 1857 - Eastbourne, 1952) fou un neuròleg i professor universitari anglès guardonat amb el Premi Nobel de Medicina o Fisiologia l'any 1932.

## Biografia
Va néixer el 27 de novembre de 1857 a la ciutat de Londres. Va estudiar medicina a la Universitat de Cambridge, on es llicencià el 1885. Posteriorment va ampliar els seus estudis a la ciutat de Berlín amb Robert Koch i Rudolf Virchow, així com a Estrasburg amb F. Goltz. Inicià la seva docència universitària a l'escola universitària de medicina del St. Thomas Hospital, l'any 1895 fou nomenat professor de la Universitat de Liverpool i el 1913 professor de fisiologia a la Universitat d'Oxford.
Va ser president de la Royal Society de Londres entre els anys 1920 i 1925. L'any 1922 va rebre la Gran Creu de l'Imperi Britànic i el 1924 l'Orde del Mèrit. Es va retirar de la vida acadèmica el 1935, però va continuar donant conferències i escrivint fins a la seva mort, ocorreguda el 4 de març de 1952 a la ciutat d'Eastbourne.

## Recerca científica
Inicià la seva recerca al departament de veterinària de la Universitat de Londres. Posteriorment va utilitzar reflexos en la medul·la espinal com a modus d'investigar les característiques generals de les neurones i el sistema nerviós. Aquests experiments el van dur a postular la "llei de Sherrington de la inervació recíproca", que indica que per a cada activació nervisoa dels d'un múscul hi ha una inhibició corresponent del múscul d'oposició. Així mateix va investigar la propiocepció, el control dels nervis de la postura.
Sherrigton és conegut per l'encunyació de la paraula sinapsi, una paraula que utilitzà per definir la transmissió d'impulsos nerviosos entre neurones. Entre els seus col·laboradors es trobà l'australià John Carew Eccles, el qual fou guardonat amb el Premi Nobel de Medicina l'any 1963.
L'any 1885 viatjà fins a Espanya per investigar un brot de còlera, moment en el qual, segons algunes fonts, conegué Santiago Ramón y Cajal. La biografia de la Fundació Nobel confirma aquesta hipòtesi, però Sherrignton afirmà posteriorment que la relació entre ambdós es va produir en una visita de Cajal a Anglaterra l'any 1894, moement en què aquest va realitzar una conferència. Així mateix afirmà que les tècniques sobre bacteriologia i histologia no les aprengué del metge espanyol sinó que les rebé de Robert Koch durant la seva estada a Berlín.
L'any 1932 fou guardonat amb el Premi Nobel de Medicina o Fisiologia, juntament amb Edgar Douglas Adrian, pels seus treballs relatius a la funció de les neurones i les cèl·lules nervioses motores.

## Reconeixements
La Unió Astronòmica Internacional anomenà en honor seu el cràter Sherrignton sobre la superfície de la Lluna.